# Eunaticina africana
Eunaticina africana is een slakkensoort uit de familie van de Naticidae. De wetenschappelijke naam van de soort is voor het eerst geldig gepubliceerd in 1984 door Fernandes & Burnay.